# Fortaleza CEIF
Fortaleza CEIF, es un club de fútbol profesional colombiano de Bogotá. Actualmente juega en la Primera División del fútbol colombiano. En su historia ha jugado cuatro temporadas en la máxima división, la Categoría Primera A, en 2014, 2016, en 2024 y 2025.
El club nació con el nombre de Fortaleza Fútbol Club o Fortaleza F.C., nombre que usó entre 2010 y 2014. En 2015 cambió de dueños y de nombre para llamarse Fortaleza CEIF, al agregarse el acrónimo del Centro de Entrenamiento Integrado para el Fútbol (CEIF), denominación que conserva en la actualidad.
De Fortaleza CEIF han surgido jugadores como Daniel Ruiz, Jhon Duque y Juan Ferney Otero, entre otros.

## Historia
Sus orígenes se remontan hasta el 2007 como equipo amateur pero como profesional el club surgió a finales de 2010 cuando un grupo de compradores adquirió la ficha del Atlético Juventud Fútbol Club. Acosados por los requerimientos de Coldeportes y las deudas que bordeaban los 900 millones de pesos en salarios, seguridad social, hoteles y proveedores, las directivas del Juventud Girardot se mostraron dispuestas a vender la ficha al grupo de compradores liderado por Ricardo el ‘Gato’ Pérez, exjugador de Millonarios, y Víctor López, propietario del club La Fortaleza de Bogotá. La fundación del club se formalizó el 4 de enero de 2011 para la participación en la Categoría Primera B,Torneo de Ascenso o segunda división del fútbol profesional Colombiano.
Durante la temporada 2011, el equipo no logró clasificar a la instancia final, siendo eliminado en los torneos Apertura y Finalización por Expreso Rojo.

### 2013: Primer ascenso
En la temporada 2013 queda campeón del Torneo Finalización frente a Deportivo Rionegro, antes quedó primero del Grupo A superando a América de Cali, Uniautónoma y Real Cartagena pero más adelante perdería por 5-1 en el global de la Gran Final del Torneo frente a Uniautónoma, motivo por el cual jugó la promoción frente al Cúcuta Deportivo, donde ganó en el global 2-1 ascendiendo a Primera División.
En la Temporada 2013 en la Copa Colombia del 2013 llegó hasta cuartos de final quedando eliminado por Millonarios.
Durante las temporadas 2014 y 2016 fue el cuarto equipo de Fútbol en representar a la ciudad de Bogotá en la Categoría Primera A junto a los clubes de Millonarios, Santa Fe y La Equidad.

### Descenso a Segunda División
Fortaleza regresó a la segunda división después de una temporada en la Primera división al tener un pésimo promedio durante el 2014 y ser superado en la última fecha del Torneo Finalización por Uniautónoma ya que el equipo de Barranquilla le ganó 1-0 en el Estadio Metropolitano Roberto Melendez al Atlético Huila y el equipo de Bogotá empató 1-1 con el Deportivo Pasto en el Estadio Departamental Libertad y en al tabla de descenso quedó último con 112 puntos uno menos que Uniautónoma que debió jugar las serie de promoción contra el subcampeón de la Primera B de la temporada 2014 frente a Deportes Quindío.

### 2015: Segundo ascenso
Para la Temporada 2015, Fortaleza jugó en la Segunda División, el equipo se reforzó con jugadores jóvenes con el objetivo de ascender a la "A". Al finalizar la temporada el equipo logra quedar cuarto con 51 puntos en el todos contra todos, una semana después inician los cuadrangulares de Ascenso, Fortaleza queda ubicado en el grupo B junto a Deportivo Pereira, Leones y Unión Magdalena, el equipo logró salir primero de este cuadrangular con 15 puntos y así obtener de nuevo un cupo a la Categoría Primera A después de un año sin jugar en ella, después en la Final queda Subcampeón ante el Atlético Bucaramanga.

### Segunda estancia en la Primera B

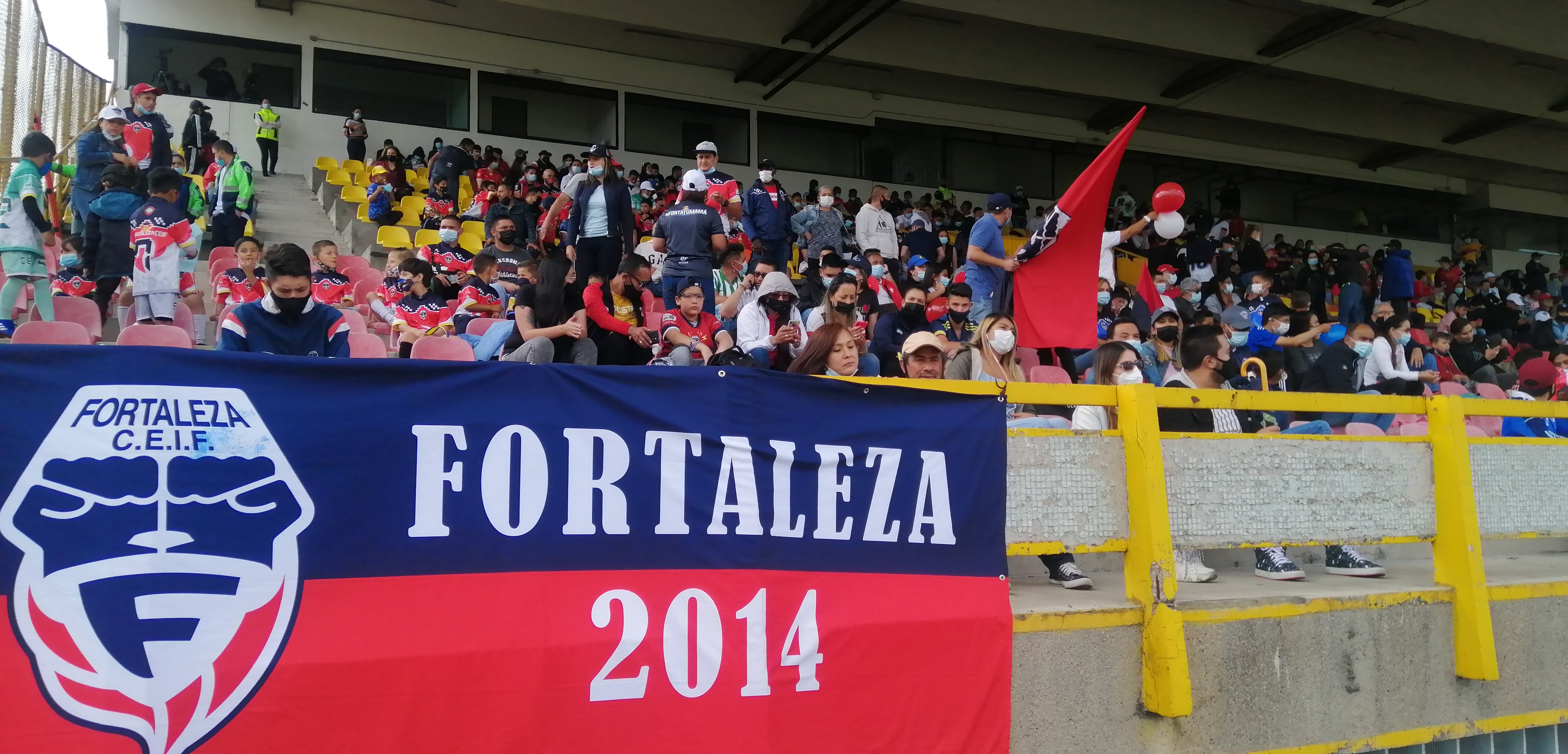
Hinchas de Fortaleza CEIF en el Estadio Metropolitano de Techo.

Vuelve a perder la categoría tras al finalizar último en la tabla de descenso de la temporada 2016, dando así su regreso a la Primera B a partir del año 2017.
En 2018 se confirma su nueva sede en el municipio de Cota para los equipos profesionales (masculino y femenino) tanto en sede deportiva como en estadio.
En el 2019 clasificó a los Cuadrangulares Semifinales, pero quedó eliminado de pasar a la final del Torneo Finalización por Boyacá Chicó, bajo el mando técnico de David Barato, hermano del presidente del club Carlos Barato.
En el 2021-I clasificó a los Cuadrangulares Semifinales pero quedó cuarto del grupo A.

### Denuncia por presunto arreglo
Véase también: Escándalo por presunto arreglo.
En la última fecha de los Cuadrangulares Semifinales de la Primera B 2021-II, el Unión Magdalena debía ganar como visitante a Llaneros, logrando dos goles en los minutos 90+5 y 90+6 mientras Fortaleza CEIF perdía como local 1-2 ante Bogotá FC. Este hecho generó la protesta de Fortaleza por la sospecha de arreglo a favor del equipo samario, debido a la pasividad de algunos jugadores de Llaneros. Los hechos se convirtieron en un escándalo nacional solo comparable con la polémica en los Cuadrangulares Semifinales de la Primera B 2004 entre Valledupar y Real Cartagena. El hecho trascendió a la prensa internacional, y debido a las repercusiones, inclusive por parte del presidente de la República Iván Duque, hizo que Fernando Jaramillo, presidente de la Dimayor, ordenara una investigación de oficio por el caso. Sin embargo, se mantuvo el triunfo de Unión Magdalena en el Cuadrangular B y su ascenso a la Primera A 2022, y aunque la Final entre Cortuluá y Unión Magdalena fue programada inicialmente para el sábado 11 de diciembre, fue posteriormente aplazada. El 31 de diciembre de 2021, la Comisión Disciplinaria de la Dimayor archivó la investigación en contra del Unión Magdalena, pero a pesar de que se mantuvo la investigación en contra de Llaneros por los hechos del partido no hubo consecuencias.

### 2023: Tercer ascenso

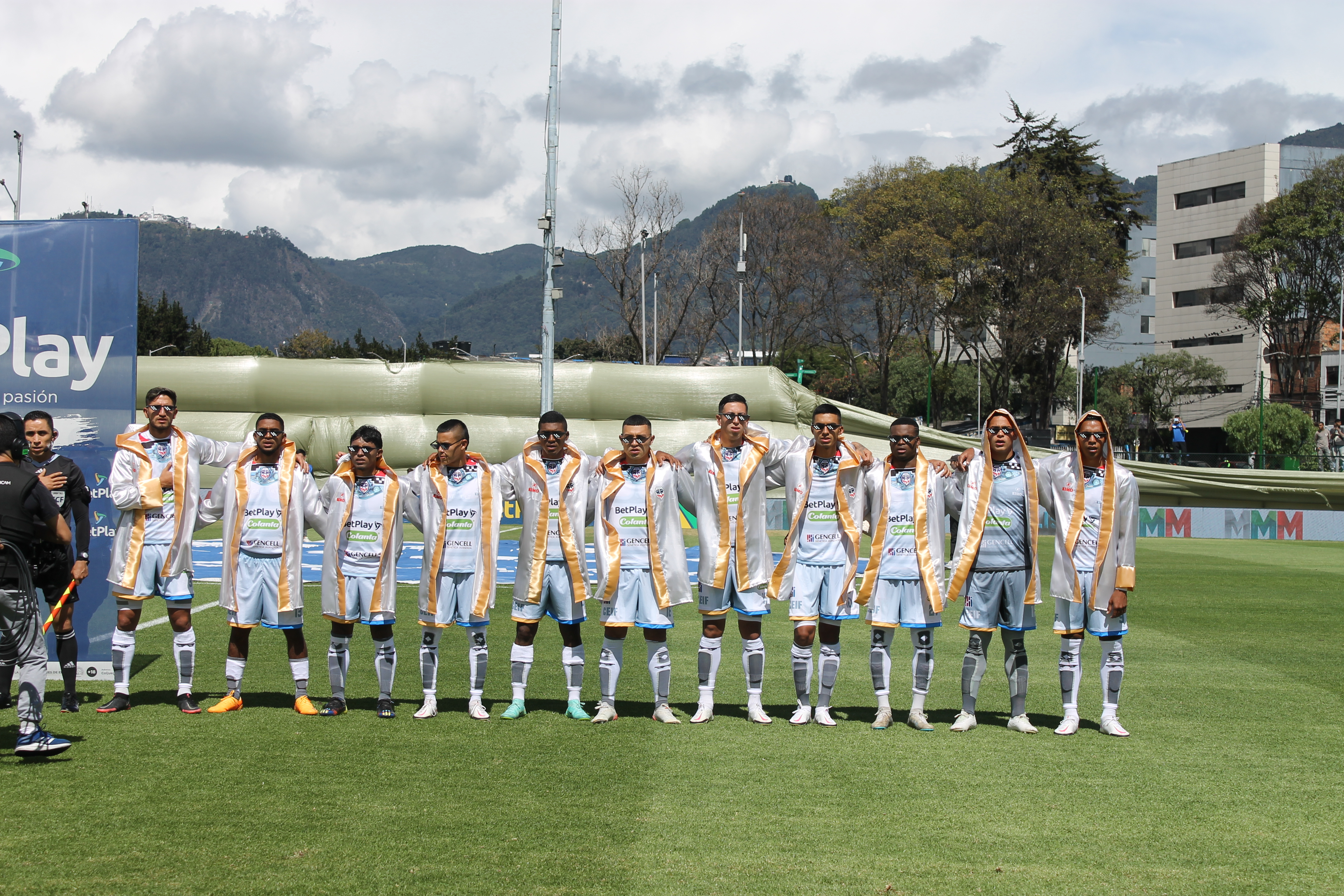
Fortaleza CEIF equipo 2023 en la Primera B.

La temporada 2023 es la más exitosa de Fortaleza CEIF al lograr el primer puesto en la reclasificación del año bajo la dirección técnica de Sebastián Oliveros, se clasifica a los cuadrangulares semifinales como primero del grupo A, de este grupo comienza empatando 1:1 en el estadio Doce de Octubre contra Boca Juniors de Cali, ganó 3 partidos pierde 3:0 en el estadio Metropolitano Ciudad de Itagüí contra Leones y volvería a ganar 2:1 contra el Boca Juniors de Cali en el estadio Metropolitano de Techo jugaría la final del Torneo Finalización contra el Cúcuta Deportivo en donde perdería 1:0 de visita en el estadio General Santander.
La vuelta se jugaría en la ciudad de Bogotá en el estadio Metropolitano de Techo donde Fortaleza CEIF lograría darle vuelta al marcardor 2:0 y llegar a ganar la final del Torneo Finalización y consiguió su ascenso por tercera vez a la Primera A, con el goleador Jhonier Blanco como jugador clave en la temporada.
En la gran final del año, Fortaleza fue superado por Patriotas Boyacá que también logró su ascenso.

## Instalaciones

### Estadio

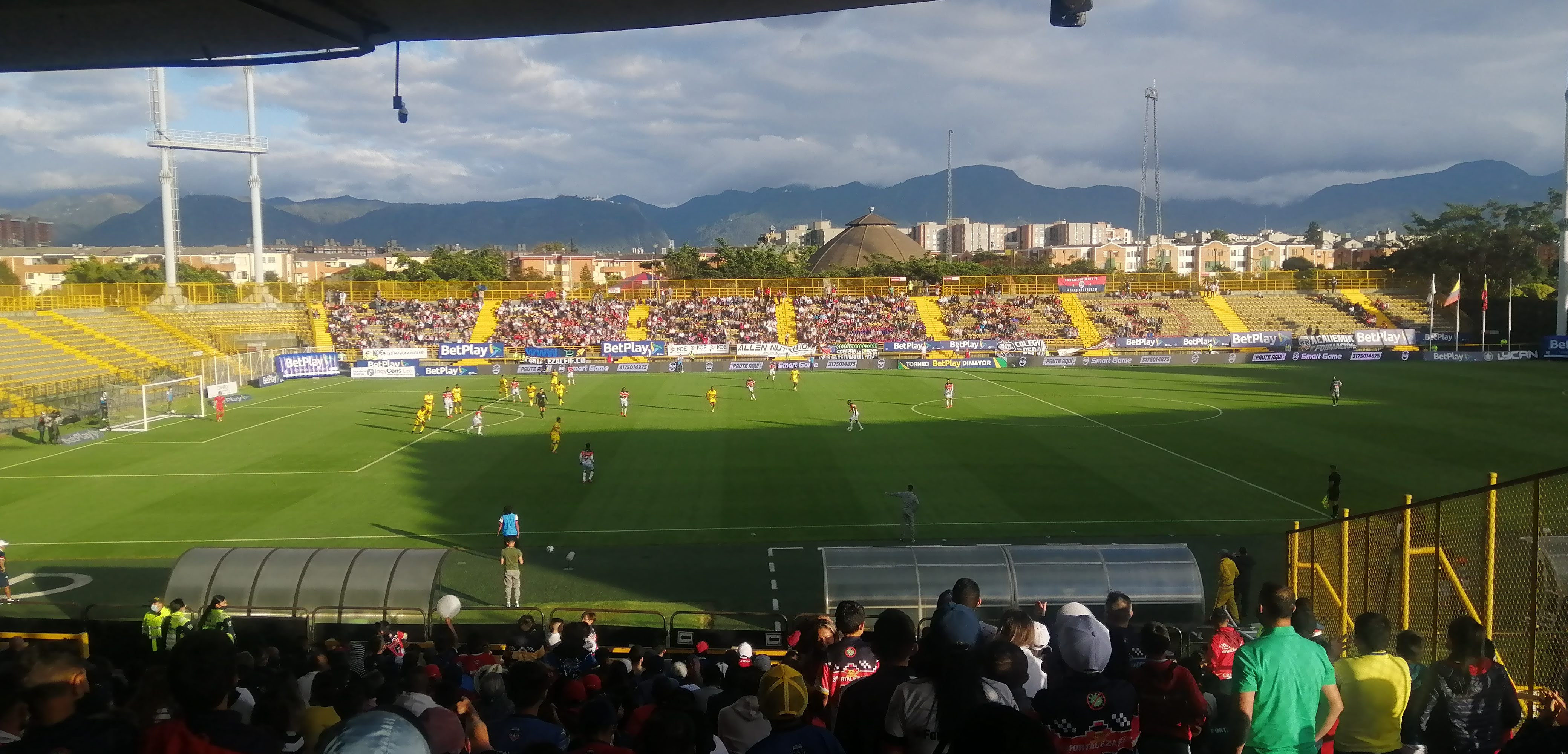
Partido de la última jornada de los Cuadrangulares Semifinales de la Primera B 2021-II entre Fortaleza CEIF y Bogotá FC en el Metropolitano de Techo.

Durante sus primeras temporadas en la segunda división del fútbol colombiano, disputó sus partidos en el Estadio Municipal Héctor El Zipa González, ubicado en el municipio de Zipaquirá. Cuando jugaba en la primera división y para los partidos televisados su localía la ejercía en el Estadio Metropolitano de Techo en la ciudad de Bogotá.
Para la temporada 2018 la Dimayor le da el aval al club para jugar en el Estadio Municipal de Cota, donde verdaderamente ha sido su sede incluso desde su época amateur. La localía de Fortaleza CEIF en el municipio de Cota se extendió hasta el 8 de marzo de 2020, en la victoria 1-0 sobre Barranquilla FC.
Desde 2020, y posterior a la suspensión del campeonato por la pandemia de COVID-19 en Colombia, Fortaleza CEIF disputa sus partidos como local en el Estadio Metropolitano de Techo en Bogotá. Durante 2021 alternó su localía en el primer semestre, jugando algunos partidos en el Estadio Villa Olímpica de Chía.

### Sede deportiva
La sede de entrenamientos del club, conocida como Club La Fortaleza está localizada en la zona rural del noroccidente de Bogotá, en la vía Suba-Cota.

### Colegio
En el año 2018 el club fundó un colegio especializado para deportistas. Ubicado en el sector de Siberia en Cota, Cundinamarca a escasos metros de la Autopista Bogotá-Medellín.

## Uniforme
- Uniforme titular: Camiseta blanca con azul, pantalón y medias blancas.
- Uniforme alternativo: Camiseta azul con rojo, pantalón y medias azules.

### Evolución del uniforme
- Uniforme local

| 2011-2014 | 2015 | 2016 | 2017-2018 | 2018-2020 | 2021-2023 | 2024 | 2025 |

- Uniforme visitante

| 2011-2014 | 2015 | 2016 | 2017-2018 | 2018-2020 | 2021-2023 | 2024 | 2025 |

- Tercer uniforme

| 2015 | 2016 | 2017-2018 | 2018-2020 | 2024 |

### Indumentaria y patrocinador
| Período   | Proveedor      | Patrocinador                                                                                            |
| --------- | -------------- | --- |
| 2011-2014 | FSS            | Seguros del Estado                                                                                      |
| 2015      | Hisca          | Sin patrocinador                                                                                        |
| 2016      | FSS            | Seguros del Estado                                                                                      |
| 2017-2018 | FSS            | Sin patrocinador                                                                                        |
| 2018-2020 | Fortaleza CEIF | Sin patrocinador                                                                                        |
| 2021-2023 | Kimo           | BetPlay                                                                                                 |
| 2021-2023 | Kimo           | Gencell Pharma                                                                                          |
| 2021-2023 | Kimo           | Colanta                                                                                                 |
| 2024      | Kimo           | Colanta Gaseosas Pool Gencell Pharma Comapan Betplay Universidad EAN Electrolit GHER Sports EdgeUno Bro |
| 2025      | Go, Rigo, Go!  | Stake Gencell Pharma Comapan Universidad EAN Vitad Caleb Sports Electrolit Chocolates Gol               |

## Datos del club y estadísticas
Nota: Actualizado hasta la temporada 2025.
- Puesto histórico: 29.º

- Temporadas en 1ª: 4 (2014, 2016, 2024-presente).
- Temporadas en 2ª: 11 (2011-2013, 2015, 2017-2023).
- Mejor puesto:
  - En Primera B: 1° (2023)
  - En Copa Colombia: 5° (2013 y 2022, Cuartos de final).
  - En Primera A: 11° (2024-II).
- Mayor goleada a favor:
  - En Primera A: 20 de abril de 2014: Fortaleza 4 - 1 Deportivo Pasto[65][66]
  - En Primera B como local: 20 de abril de 2023: Fortaleza 5 - 1 Valledupar F. C.[67] 25 de septiembre de 2021: Fortaleza 4 - 0 Orsomarso S. C.; 19 de mayo de 2023: Fortaleza 4 - 0 Real Cartagena.[68]
  - En Primera B como visitante: 5 de noviembre de 2021: Fortaleza 4 - 1 Bogotá F. C.
  - En Copa Colombia: 23 de febrero de 2011: Fortaleza 3 - 0 Atlético Huila; 22 de junio de 2011: Fortaleza 3 - 0 Deportivo Pereira.
- Mayor goleada en contra:
  - En Primera A: 4 de marzo de 2025: Fortaleza 1 - 5 Atlético Nacional.[69]
  - En Primera B: 5 de septiembre de 2011: Bogotá F. C. 6 - 0 Fortaleza.
  - En Copa Colombia: 28 de febrero de 2013: Deportes Tolima 7 - 0 Fortaleza.

### Evolución de la ficha
| Temporadas    | Nombre del club   |
| ------------- | ----------------- |
| 1995-2007     | Atlético Bello    |
| 2007-2010     | Atlético Juventud |
| 2011-2014     | Fortaleza F. C.   |
| 2015-presente | Fortaleza CEIF    |

## Jugadores

### Jugadores en selecciones nacionales
Nota: en negrita jugadores parte de la última convocatoria en sus respectivas selecciones.
| País     | Categoría | Jugador(es)   |
| -------- | --------- | ------------- |
| Colombia | Sub-20    | Jordan García |

### Extranjeros en la historia del club
| Nacionalidad   | N.º | Jugadores                                                                                 |
| -------------- | --- | ----------------------------------------------------------------------------------------- |
| Argentina      | 5   | Maximiliano Flotta, Fernando Batiste, Germán Sossa, Mariano Vázquez y Pablo Ostapkiewicz. |
| Paraguay       | 2   | Pedro Velázquez y Óscar Franco.                                                           |
| Ecuador        | 2   | Stalin Valencia y Edilson Cabeza.                                                         |
| Suecia Nigeria | 1   | Kevin Aladesanmi                                                                          |
| México         | 1   | Federico Uribe Taborda                                                                    |
| Venezuela      | 1   | Carlos Ramírez                                                                            |
| Inglaterra     | 1   | George Saunders                                                                           |
| Panamá         | 1   | Gabriel Gómez                                                                             |
| Uruguay        | 1   | Martín Galain                                                                             |

## Entrenadores

### Listado de todos los tiempos
| N•   | Nombre               | Periodo                                        |
| ---- | -------------------- | ---------------------------------------------- |
| 1.º  | Jaime Manjarrés      | 1 de enero de 2011 - 23 de septiembre de 2012  |
| 2.º  | Roberto Vidales      | 27 de septiembre de 2012 - 27 de marzo de 2013 |
| 3.º  | Hernán Pacheco       | 27 de marzo de 2013 - 1 de marzo de 2014       |
| 4.º  | Alexis García        | 3 de marzo de 2014 - 31 de diciembre de 2014   |
| 5.º  | Nilton Bernal        | 1 de enero de 2015 - 31 de mayo de 2016        |
| 6.º  | Freddy Amazo         | 1 de junio de 2016 - 26 de julio de 2016       |
| 7.º  | Carlos Barato        | 26 de julio de 2016 - 7 de julio de 2017       |
| 8.º  | Carlos Mora          | 8 de julio de 2017 - 31 de diciembre de 2017   |
| 9.º  | David Barato         | 1 de enero de 2018 - 31 de diciembre de 2019   |
| 10.º | Pablo Garabello      | 1 de enero de 2020 - 31 de diciembre de 2020   |
| 11.º | Nelson 'Rolo' Flórez | 1 de enero de 2021 - 23 de noviembre de 2022   |
| 12.º | Sebastián Oliveros   | 23 de noviembre de 2022-presente               |

## Presidentes
- Amateur
  -  Ricardo 'Gato' Pérez (2007 - 2010)
- Profesionalismo 
  -  Ricardo 'Gato' Pérez (15 de noviembre de 2010-28 de julio de 2017)
  -  Carlos Barato (1 de agosto de 2017-31 de diciembre de 2024)
  -  Francisco Serrano (1 de enero de 2025-presente)

## Palmarés

### Torneos nacionales
- Ganador del Torneo Finalización de la Primera B (2): 2013, 2023.
- Subcampeón de la Categoría Primera B (2): 2013, 2015, 2023.
- Ganador de la Serie de Promoción (1): 2013.

### Torneos nacionales juveniles
- Supercopa Juvenil FCF (1): 2024

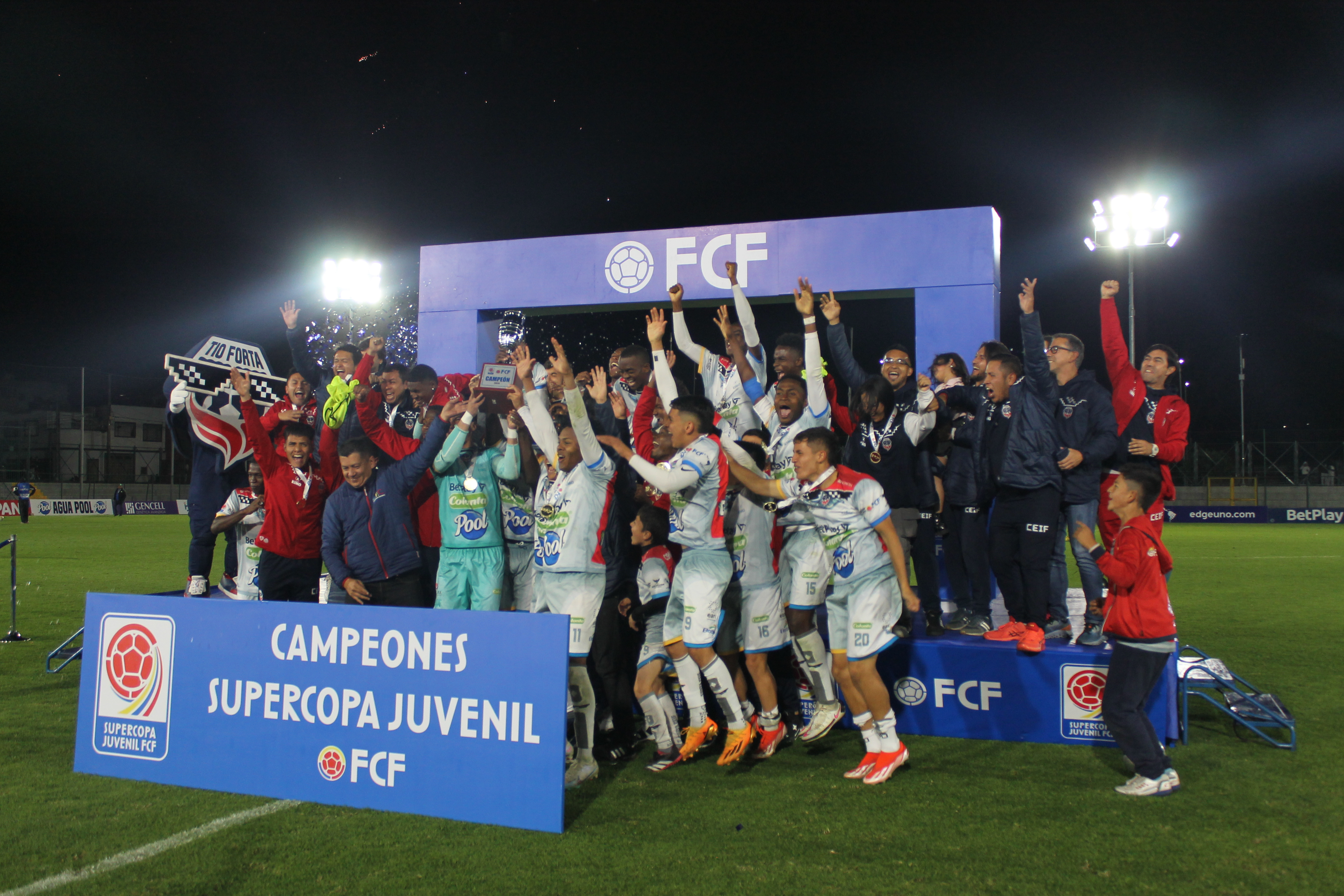
Celebración de Fortaleza CEIF en la Supercopa Juvenil FCF 2024.

- Subcampeón del Campeonato Prejuvenil Sub-17 A: 2023[70]

### Torneos locales
- Copa Metropolitana Sub-17 (1): 2021
- Copa Metropolitana Sub-15 (2): 2021, 2025
- Copa Élite Ciudad de Bogotá (1): 2011[71][72]
- Subcampeón de la Copa Trinche 2021[73]

### Torneos amistosos
- Copa Fortaleza: 2011.[74]

## Otras secciones deportivas

### Equipo femenino

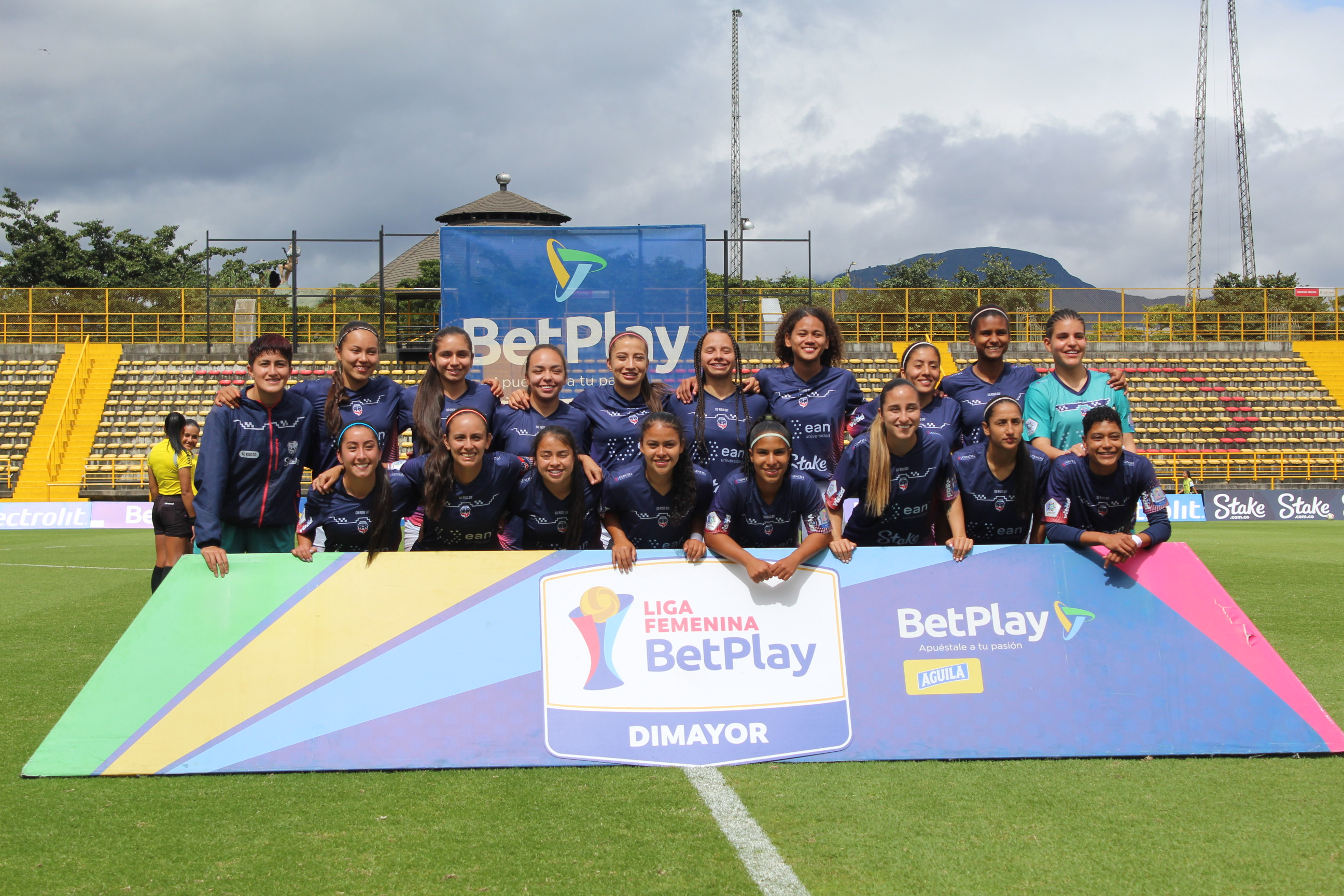
Plantel femenino de Fortaleza CEIF en 2025.

El equipo surgió el 15 de julio de 2016 en el municipio colombiano de Cota bajo el nombre de Fortaleza Cundinamarca, accediendo a la Liga Profesional Femenina de Fútbol de Colombia para la temporada inaugural en 2017.
En este club hizo su debut profesional Mayra Ramírez, destacada jugadora de la selección femenina de Colombia, donde también han sido convocadas las jugadoras Michell Lugo y Ana María Bohórquez en marzo de 2021.
En 2025 regresó el equipo que no competía desde 2022, a partir del título obtenido por el plantel juvenil en la Supercopa Juvenil FCF 2024 y su participación en la Copa Libertadores Sub-20 de 2025.

### Fortaleza Futsal
En el año 2017 el club organizó una división en la categoría de futsal para participar en la Liga Colombiana de Fútbol Sala integrando así el grupo A con debut el 25 de febrero frente al Club Deportivo Meta en Coliseo Álvaro Mesa de Villavicencio. El equipo jugó únicamente las temporadas 2017 y 2018, siendo local en el Coliseo de los Deportes de El Colegio (Cundinamarca).